# Славинский, Ювенал Митрофанович
Ювена́л (Ювена́лий) Митрофа́нович Слави́нский (28 июня 1887, Симферополь — 17 июня 1937, Москва) — российский пианист, дирижёр, советский профсоюзный деятель, редактор, председатель ЦК Всесоюзного профессионального союза работников искусств (Всерабиса), член ВЦИК VIII созыва, председатель правления Всероссийского кооперативного союза работников изобразительных искусств «Всекохудожник».

## Биография
Родился 28 июня 1987 года в Симферополе Таврической губернии в семье земского деятеля, по социальному происхождению из дворян. Учился на юридическом факультете Московского университета и одновременно занимался теорией музыки и композиции у С. И. Танеева. Был постоянным аккомпаниатором у вокального педагога Ю. Н. Вишневецкой. В 1914—1915 годах работал дирижёром в Оперном театре Зимина, дирижёр музыкальной трилогии С. И. Танеева «Орестея» (1917). Участник первого драматического спектакля в Москве после Октябрьской революции, который состоялся в ноябре 1917 года в театре «Аквариум». Член ВКП(б).
В 1918 году работал во Внешкольном подотделе Отдела народного образования Московского уездного совета рабочих, крестьянских и красноармейских депутатов. С декабря 1918 по май 1919 года — председатель правления Всероссийского союза тружеников музыкального искусства.
В 1919—1929 годах — председатель ЦК Всероссийского профессионального союза работников искусств (Всерабиса) (с 1924 года — Профессионального союза работников искусств СССР). В опубликованных совместно с А. В. Луначарским «Тезисах об основах политики в области искусства» декларировалось ужесточение политики в отношении направлений в искусстве, не отвечающих требованиям коммунистической идеологии: за пролетариатом признавалось «полное право внимательно пересмотреть все элементы мирового искусства, доставшегося ему в наследство», которое «должно быть беспощадно очищено от всех примесей буржуазного распада и разврата» (1920). Избирался членом ВЦИК VIII созыва (1921), кандидатом в члены ВЦИК IX—XIII созывов, членом ВЦСПС.
Входил в состав Совета издательства «Работник просвещения» (1922), с декабря 1924 года — член Художественного совета по делам кино при Главполитпросвете, член редколлегии Музыкального сектора Госиздата РСФСР (1926). Входил в Юбилейный комитет по празднованию 50-летия В. Я. Брюсова (1923), комиссию по выработке условий конкурса на постройку Мавзолея В. И. Ленина (1924). Был делегатом на Международной конференции артистических организаций в Брюсселе (1925). Входил в художественно-политический совет Московский художественного театра второго (1927), Главреперткома при Главном управлении по делам художественной литературы и искусства Наркомпроса РСФСР (1928). В 20-е годы имел общероссийскую известность: в Ленинградской консерватории присуждалась стипендия имени Ю. М. Славинского для самого талантливого ученика по дирижёрскому классу, в Москве были Музыкальные курсы имени Ю. М. Славинского, Харьковский народный театр носил имя Ю. М. Славинского.
В 1929—1936 годах — председатель правления Всероссийского кооперативного союза работников изобразительных искусств «Всекохудожник». Поддерживал дружеские отношения с М. П. Томским, Л. О. Пастернаком, который называл его в письмах «Славушкой». Редактор серии монографий «Советские художники».
Избирался делегатом VIII—XIII Всероссийских съездов Советов, членом Моссовета (1924—1925).
После самоубийства М. П. Томского публично заявлял о своей поддержке его семьи. В 1936 году был обвинён в финансовых злоупотреблениях, нецелевом использование средств, клановости в распределении заказов во «Всекохудожнике», связях с троцкистами. Арестован 19 сентября 1936 года. 16 июня 1937 года приговорён Военной коллегией Верховного суда СССР (ВКВС СССР) за участие в контрреволюционной террористической организации к ВМН. Расстрелян 17 июня 1937 года. Место захоронения — Москва, Донское кладбище. Реабилитирован 5 сентября 1956 года ВКВС СССР.
В 2015 году на научной конференции в Музее С. И. Танеева в Дютькове был заслушан доклад о новых фактах биографии Ю. М. Славинского, в 2017 году в Музее С. И. Танеева прошёл концерт, посвященный юбилеям учеников С. И. Танеева, бывавших у него в гостях в Дютькове Н. А. Орлова и Ю. М. Славинского.

### Семья
- отец — Митрофан Евстафьевич Славинский (1833(5?)—1915), губернский секретарь, музыкант[51][52][53][54].
- жена — Зинаида Леопольдовна Светланова (Куровская) (1895—?), примадонна оперетты, в 1937 году репрессирована как ЧСИР. Находилась в заключении в Дубровлаге[37][55][56][57]. Освобождена в 1950 году. Некоторое время проживала в Майкопе, затем по ходатайству А. А. Яблочкиной и Е. Д. Турчаниновой получила разрешение вернуться в Москву[58].

## Комментарии
1. ↑  С октября 1921 года  по май 1922 года — заместитель председателя ЦК Всероссийского профессионального союза работников просвещения и искусств[15][16].